# توخومکو
توخومکو (به لاتین: Tuchomko) یک منطقهٔ مسکونی در لهستان است که در Gmina Tuchomie واقع شده‌است.

## خصوصیات
توخومکو ۲۲۲ نفر جمعیت دارد.